# Ochthebius nanus
Ochthebius nanus is een keversoort uit de familie van de waterkruipers (Hydraenidae). De wetenschappelijke naam van de soort is voor het eerst geldig gepubliceerd in 1829 door Stephens.